# Giuseppe Ghezzi

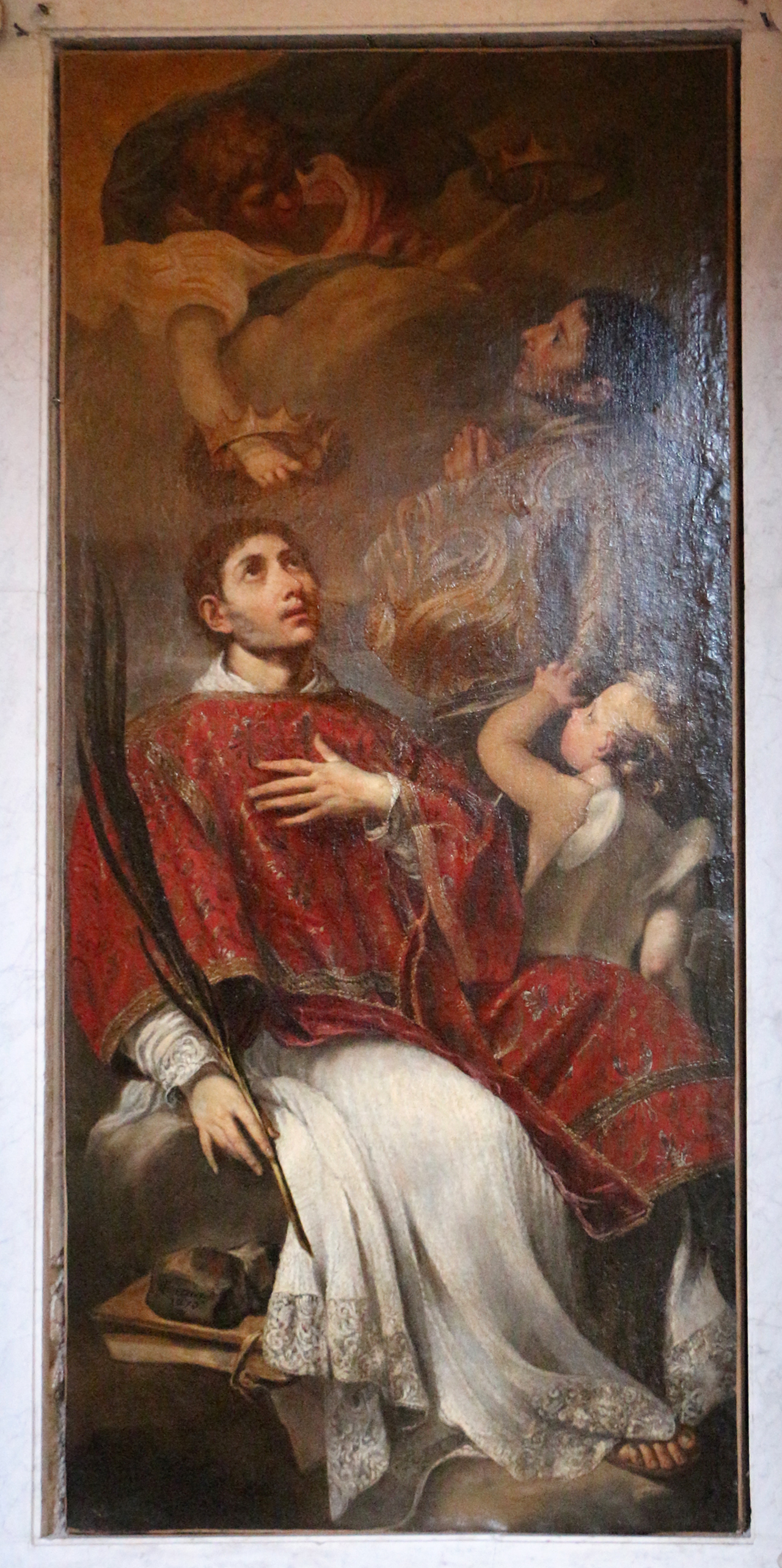
Santi Stefano e Lorenzo, Santa Cecilia, Roma

Giuseppe Ghezzi (Comunanza, 1634 – Roma, 1721) è stato un pittore e copista italiano, attivo soprattutto a Roma durante il Barocco.

## Biografia
Nato a Comunanza, in provincia di Ascoli Piceno, era il figlio e il pupillo del pittore Sebastiano Ghezzi.
Egli dipinse nello stile di Pietro da Cortona, e fu il primo segretario perpetuo nell'Accademia di San Luca in Roma.
Fu il padre di Pier Leone Ghezzi e mentore di Pietro de' Petri (1634-1721).
Tra le altre opere, nella Chiesa di Santa Caterina d'Alessandria, situata a Comunanza, sono conservati il dipinto San Giovanni Battista e Santa Giuliana, nonché il dipinto La Madonna di Loreto, opera di Giuseppe Ghezzi stesso, di Pier Leone Ghezzi e di Antonio Amorosi. Presso il Museo di arte sacra di Comunanza, situato presso il Palazzo Pascali, è altresì conservato il dipinto San Liborio, opera dello stesso Giuseppe Ghezzi.
Il 10 dicembre 1676 Giuseppe Ghezzi prese in prestito un certo numero di opere in possesso di privati realizzate da maestri veneziani e li esibì nei chiostri di San Salvatore a Roma, città in cui morì nel 1721.